# Volusianus
Volusianus (tiếng Latinh: Gaius Vibius Volusianus Augustus; ? – 253), là Hoàng đế La Mã từ năm 251 đến 253. Ông là con trai của Gaius Vibius Trebonianus Gallus với người vợ Afinia Gemina Baebiana. Ngoài ra Volusianus còn có thêm một người em gái nữa tên là Vibia Galla.
Sau khi Decius mất vào đầu tháng 6 năm 251 đã dẫn đến việc bầu chọn Trebonianus Gallus lên ngôi báu. Gallus còn nhận nuôi con của Decius là Hostilianus và lập ông làm đồng hoàng đế. Volusianus được phong làm Caesar và Princeps Juventutis. Đến cuối năm 251 Hostilianus chết vì bệnh dịch hạch và Volusianus thay thế ông làm Augustus và đồng hoàng đế. Cả hai cha con về sau đều bị đám loạn quân giết chết vào năm 253 ở Interamna.